# Martin A. Couney

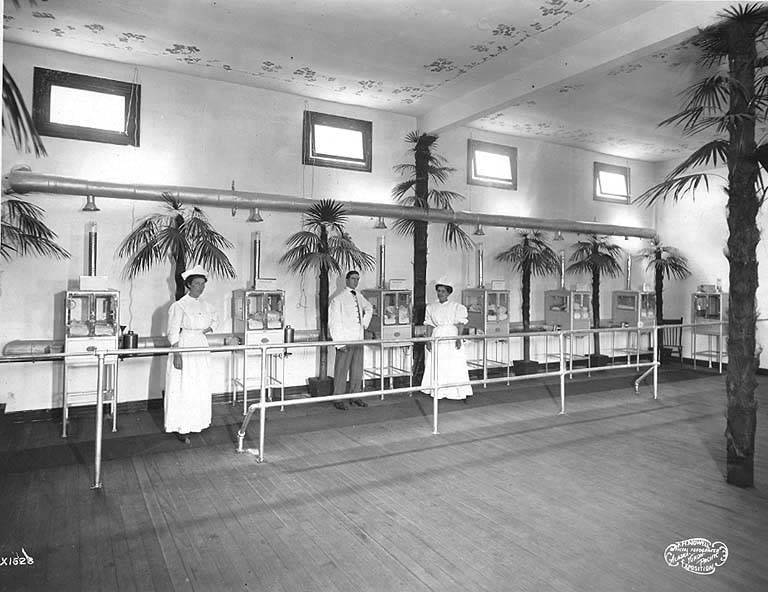
Incubatrici per neonati. Martin Couney (al centro), 1909

Martin Arthur Couney (Alsazia, 31 dicembre 1870 – New York, 1º marzo 1950) è stato un fisico statunitense, pioniere della tecnologia neonatale.

## Biografia
Martin Arthur Couney (nato Michael Cohen, di origine ebreo-tedesca) svolse presumibilmente un apprendistato sotto la guida di Pierre-Constant Budin, un affermato ostetrico francese negli anni '90 dell'Ottocento. Couney iniziò a esporre incubatrici in esposizioni e fiere in Europa e poi in America. Divenne noto per il suo Infantorium a Coney Island. Durante gli anni di attività di Couney nelle fiere di tutta l'America, era opinione diffusa che i bambini prematuri fossero "deboli", inadatti a sopravvivere fino all'età adulta. I suoi Infantorium hanno salvato la vita di oltre 6.500 bambini prematuri.
Nel 1903, Couney sposò Annabelle Maye, un'infermiera impiegata in uno dei suoi Infantorium.
Morì a New York nel marzo del 1950.

## Incubatrici
Originariamente, le incubatrici venivano utilizzate dagli allevatori di pollame per far schiudere le uova di gallina, con il design originale che era poco più di una scatola chiusa riscaldata. Stéphane Tarnier, un ostetrico francese del XIX secolo, è stato ampiamente riconosciuto come il primo a implementare incubatrici nella cura dei neonati.
All'epoca, le sue idee erano ritenute non scientifiche. Quando il suo assistente, Budin, espose le incubatrici all'Esposizione Universale di Berlino che le incubatrici ottennero una notevole attenzione. L'importanza delle incubatrici infantili fu notata all'inizio della carriera di Couney dalla rivista medica The Lancet  nel 1897.
Ogni incubatrice dell'Infantorium di Couney misurava circa 1,5 metri di altezza, con pareti in acciaio, struttura e una facciata in vetro. Per riempire le incubatrici di aria calda, le caldaie alimentavano l'acqua calda in tubi che correvano sotto il punto in cui riposavano i bambini e i termostati venivano posizionati all'interno delle incubatrici per mantenere e regolare le temperature.
All'Infantorium di Coney Island, Couney lavorò in tandem con il medico Julius Hess e impiegò un team di infermiere che vivevano sul posto, prendendosi cura dei neonati prematuri a tutte le ore. Nel 1934, al fine di dimostrare l'importanza e le percentuali di successo delle incubatrici, Couney ospitò una riunione alla Fiera Mondiale di Chicago per i bambini di cui lui e Hess si erano presi cura nel 1933.